# Pactomanie américaine
La « pactomanie » américaine désigne un phénomène de la stratégie diplomatique des États-Unis d'Amérique de la fin des années 1940 au milieu des années 1950. Dans le contexte du début de la guerre froide avec l'Union soviétique, ce phénomène définit la multitude des pactes et alliances militaires auxquels participent les Américains, voire en sont à l'initiative, dans le cadre de la politique d'« endiguement » du communisme, prônée par le président des États-Unis, Harry Truman. 

## Contexte
La « pactomanie » américaine a lieu dans un contexte géostratégique précis, et est liée à différents aspects. À la fin de la Seconde Guerre mondiale, les États-Unis sont la première puissance mondiale dans de nombreux domaines (économique, commercial, monétaire, industriel, militaire, scientifique...) et ont le monopole de l'arme atomique de 1945 à 1949, leur assurant la meilleure riposte possible en cas d'offensive militaire contre leur pays. Par opposition, les nombreux autres belligérants du conflit mondial sont fortement affaiblis par la guerre, y compris l'URSS, même si celle-ci détient un certain prestige du fait de ses succès militaires. 
Les tensions américano-soviétiques, qui aboutiront à l'éclatement de la guerre froide en 1947, sont la cause de la création de pactes et d'alliances par les États-Unis à partir de cette période. En mars 1947, la doctrine Truman prône l'« endiguement » du communisme et de l'influence de l'Union soviétique dans le monde. Les États-Unis se positionnant alors « à la tête du monde libre », la création d'alliances militaires et de coopération sera un des moyens d'exercer leur influence dans de nombreux États sur différents continents, et ainsi d'empêcher ces mêmes États d'entrer dans la sphère d'influence soviétique. Aussi, les États-Unis constituent l'unique puissance alliée des Européens capable de défendre l'Europe de l'Ouest en cas d'offensive ou d'intervention soviétiques. Les pays européens, constatant les velléités soviétiques d'expansion de leur influence, notamment avec la mise en place du Kominform et le « coup de Prague », solliciteront également eux-mêmes les Américains afin de former avec eux une alliance militaire. 
La mise en place de nombreuses alliances militaires par les États-Unis constitue une rupture majeure pour la politique étrangère de ce pays, marquée par l'isolationnisme depuis son indépendance. En 1948, il faut la large approbation par le Sénat américain de la résolution Vandenberg pour que le gouvernement américain soit désormais autorisé à signer des traités d'alliance militaire avec d'autres États, y compris en temps de paix.

## Les traités multilatéraux
À partir de 1947 et jusqu'au milieu des années 1950, les États-Unis acquièrent alors la « manie » de signer des pactes et alliances avec des ensembles d'États dans différentes régions du monde, dans le but de contrecarrer l'influence de l'Union soviétique. Les États-Unis réussiront à intégrer à leurs alliances des États frontaliers à l'URSS, tels que l'Iran et la Turquie. À noter qu'il faudra attendre 1955 et la signature du pacte de Varsovie avec les pays du bloc de l'Est pour que l'Union soviétique mène une politique militaire stratégique alternative à la pactomanie américaine.

### Traité de Rio (1947)
Le traité interaméricain d'assistance réciproque est signé en 1947 par les États-Unis avec 22 pays du continent américain. Par ce traité, les États-Unis établissent militairement l'influence traditionnelle qu'ils exercent sur le continent depuis la doctrine Monroe, prononcée en 1823.

### Traité de l'Atlantique nord (1949)
Le traité de l'Atlantique nord est signé à Washington le 4 avril 1949 par dix États d'Europe occidentale, le Canada et les États-Unis. Le traité deviendra l'Organisation du traité de l'Atlantique nord en 1950 à la suite du déclenchement de la guerre de Corée (1950-1953), afin de doter l'alliance d'une organisation permanente qui serait plus efficace en cas de conflit. L'organisation permanente est alors effective en 1952. Son siège est basé à Paris dans un premier temps. Réunissant à l'origine 12 membres, la Grèce et la Turquie rejoignent le traité en 1952, puis la RFA en 1955.

### ANZUS (1951)
L'Australia, New Zealand, United States Security Treaty est signé le 1er septembre 1951 à San Francisco par les États-Unis, aux côtés de l'Australie et de la Nouvelle-Zélande. La signature de ce traité agit dans le contexte de la guerre de Corée, et de la multiplication de la signature de traités avec les pays d'Asie et d'Océanie.

### OTASE (1954)
L'Organisation du traité de l'Asie du Sud-Est, ou « pacte de Manille », du nom de la capitale des Philippines, réunit les États d'Asie et d'Océanie autour des États-Unis, du Royaume-Uni et de la France : les Philippines, la Thaïlande, le Pakistan, l'Australie et la Nouvelle-Zélande (ces deux États étant également membres de l'ANZUS).

### Pacte de Bagdad (1955)
Le traité d'organisation du Moyen-Orient, plus connu sous le nom de « pacte de Bagdad », du nom de la capitale de l'Irak, réunit différents États du Moyen-Orient autour des États-Unis et du Royaume-Uni. Ainsi, la Turquie (également membre de l'OTAN), l'État impérial d'Iran, le royaume d'Irak et le Pakistan (également membre de l'OTASE) en font partie. À noter qu'au Moyen-Orient, les Occidentaux exerçaient déjà à cette époque une influence prépondérante sur la péninsule arabique, avec le « pacte du Quincy » signé en 1945 entre les États-Unis et l'Arabie saoudite - puis le traité d'amitié et de coopération avec ce pays en 1951 -, et les possessions britanniques de Mascate et Oman, de la colonie d'Aden et des neuf émirats. Enfin, le Royaume-Uni, allié proche des États-Unis, avait signé pour 25 ans en 1946 un traité d'alliance militaire avec la Transjordanie.

## Les traités bilatéraux
Les États-Unis signent également des traités d'alliances de manière bilatérale avec certains États. C'est le cas avec le Japon, par le traité de San Francisco en 1951, de l'Arabie Saoudite signé la même année, ou encore des Philippines. En 1953, la Corée du Sud, à travers un traité de défense mutuelle signe un traité avec les États-Unis. En 1953 encore, les États-Unis signent les accords de Madrid avec l'Espagne franquiste, qui ne faisait alors pas partie de l'OTAN. En 1954, les États-Unis signent un traité de défense avec la république de Chine (Taïwan). En 1955, les États-Unis signent un traité de coopération et de défense avec l'Iran. En mars 1956, les États-Unis et les Pays-Bas signent à La Haye un traité d'amitié, le traité DAFT. Les Américains signent les accords de Nassau avec le Royaume-Uni en 1962. 

## États alliés militairement aux États-Unis dans les années 1950
- Allemagne de l'Ouest (1955)
- Arabie saoudite (1945 puis 1951)
- Argentine (1948)
- Australie (1951)
- Belgique (1949)
- Bolivie (1948)
- Brésil (1948)
- Canada (1949)
- Chili (1948)
- Colombie (1948)
- Corée du Sud (1953)
- Costa Rica (1948)
- Cuba (1948)
- Danemark (1949)
- Équateur (1948)
- Espagne (1953)
- France (1949)
- Grèce (1952)
- Guatemala (1948)
- Haïti (1948)
- Honduras (1948)
- Irak (1955)
- Iran (1955)
- Islande (1949)
- Italie (1949)
- Japon (1951) (voir le Traité de sécurité entre les États-Unis et le Japon)
- Luxembourg (1949)
- Mexique (1948)
- Nicaragua (1948)
- Norvège (1949)
- Nouvelle-Zélande (1951)
- Pakistan (1954)
- Panama (1948)
- Paraguay (1948)
- Pays-Bas (1949 puis 1956)
- Pérou (1948)
- Philippines (1954)
- Portugal (1949)
- République de Chine (Taïwan, 1955) (voir le Traité de coopération mutuelle et de sécurité entre les États-Unis et Taïwan)
- République dominicaine (1948)
- Royaume-Uni (1949)
- Salvador (1948)
- Thaïlande (1954)
- Turquie (1952)
- Uruguay (1948)
- Venezuela (1948)